# قلعة ايعال
قلعة ايعال قلعة دفاعية ضخمة تقع في حمله في قضاء زغرتا في محافظة الشمال في لبنان.

## التاريخ
بنيت القلعة عام 1816 من قبل والي طرابلس لدى العثمانيين مصطفى آغا بربر، القلعة تقع على تلة عالية وتطل على منظر بانورامي واسع. عين بربر عام 1798. وبنى قلعته نظراً لموقعها الاستراتيجي. حتى اليوم من هذا التل يطل المنظر على بساتين الزيتون، والحدائق البرية.